# 大槻村
大槻村（おおつきむら）は、かつて新潟県南蒲原郡にあった村。

## 沿革
- 1889年（明治22年）4月1日 - 町村制の施行により、南蒲原郡鶴田村、下谷地村、西潟村、井栗村、北野新田、白山新田、敦田村、三ツ柳村及び牛ケ島村の区域をもって、南蒲原郡大槻村が発足する。
- 1892年（明治25年）12月9日 - 大字井栗、北野新田及び白山新田の区域が分立して、南蒲原郡井栗村が発足する。大字鶴田の区域を南蒲原郡塚野目村に編入する。
- 1901年（明治34年）11月1日 - 南蒲原郡大槻村の区域を分割して、南蒲原郡井栗村、塚野目村及び大槻村の区域の内、大字西潟及び下谷地の区域が合併して、改めて南蒲原郡井栗村が発足する。 南蒲原郡西大崎村、東大崎村、保内村及び大槻村の区域の内、大字敦田、三ツ柳及び牛ケ島の区域が合併して、南蒲原郡大崎村が発足する。